# Іскра (Алатирський район)
І́скра (рос. Искра, чув. Искра) — селище у складі Алатирського району Чувашії, Росія. Входить до складу Новоайбесинського сільського поселення.
Населення — 2 особи (2010; 2 у 2002).
Національний склад:
- чуваші — 100 %